# Strandrödmyra
Strandrödmyra (Myrmica gallienii) är en myrart som beskrevs av Jean Bondroit 1920. Strandrödmyra ingår i släktet rödmyror, och familjen myror. Enligt den finländska rödlistan är arten nära hotad i Finland. Arten är reproducerande i Sverige. Artens livsmiljö är strandängar vid Östersjön.

## Underarter
Arten delas in i följande underarter:
- M. g. gallienii
- M. g. obensis

## Bildgalleri

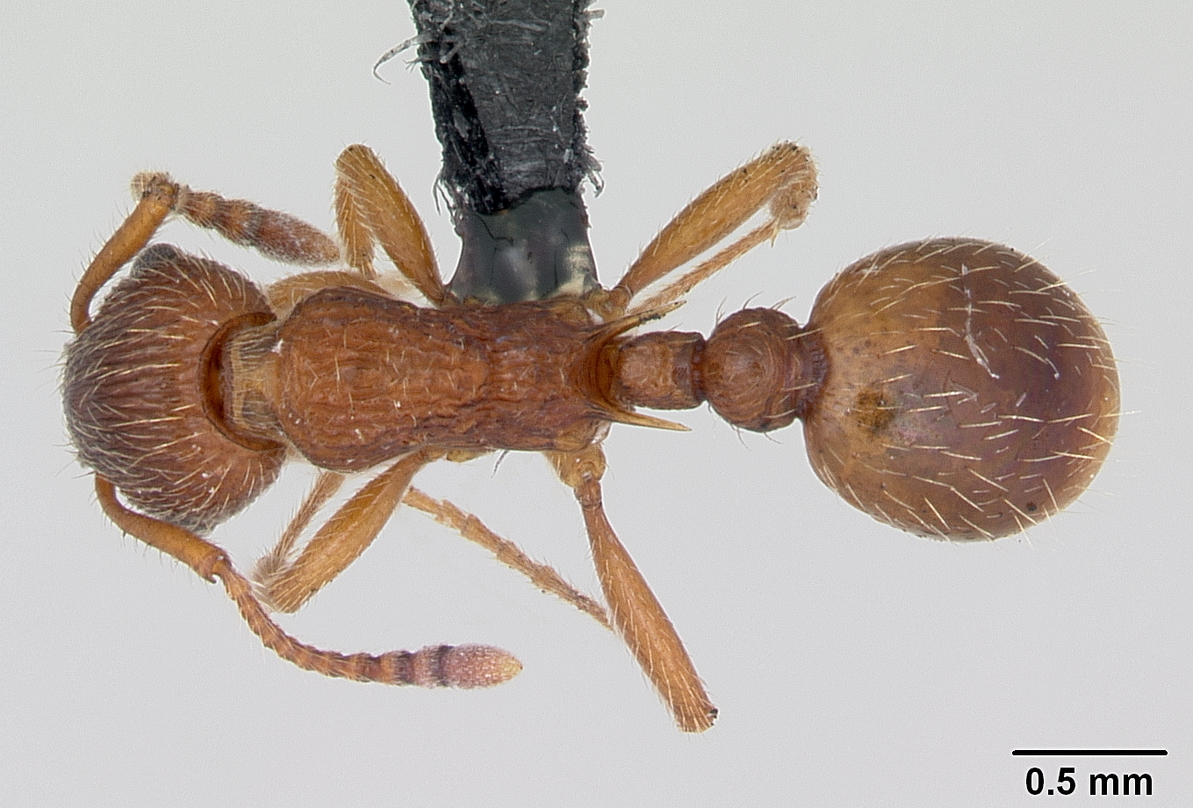
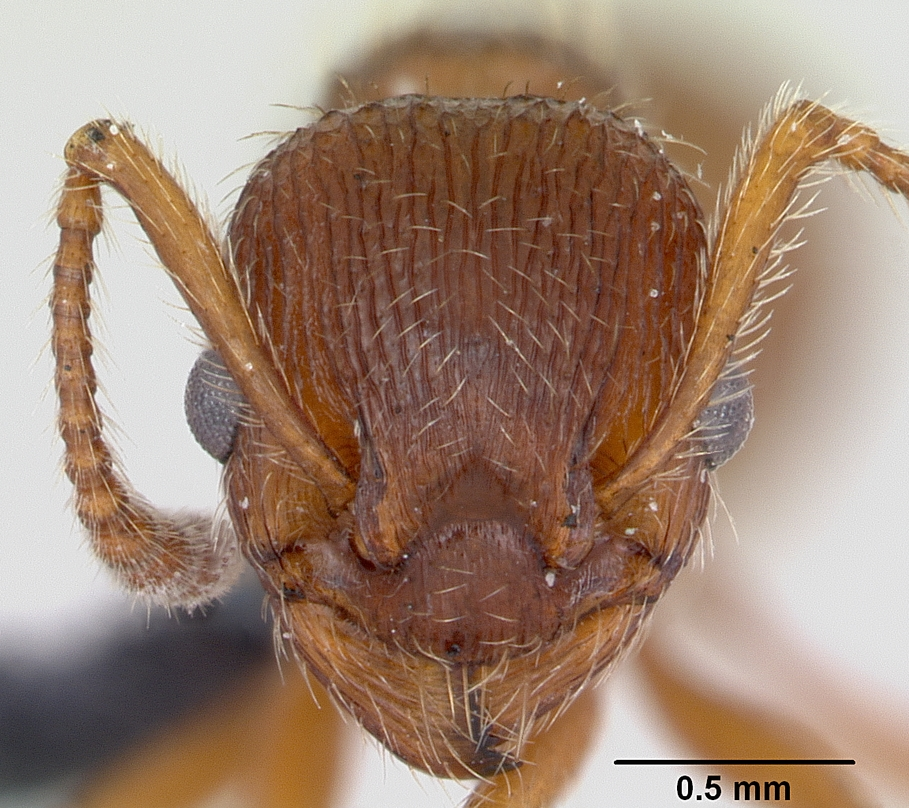
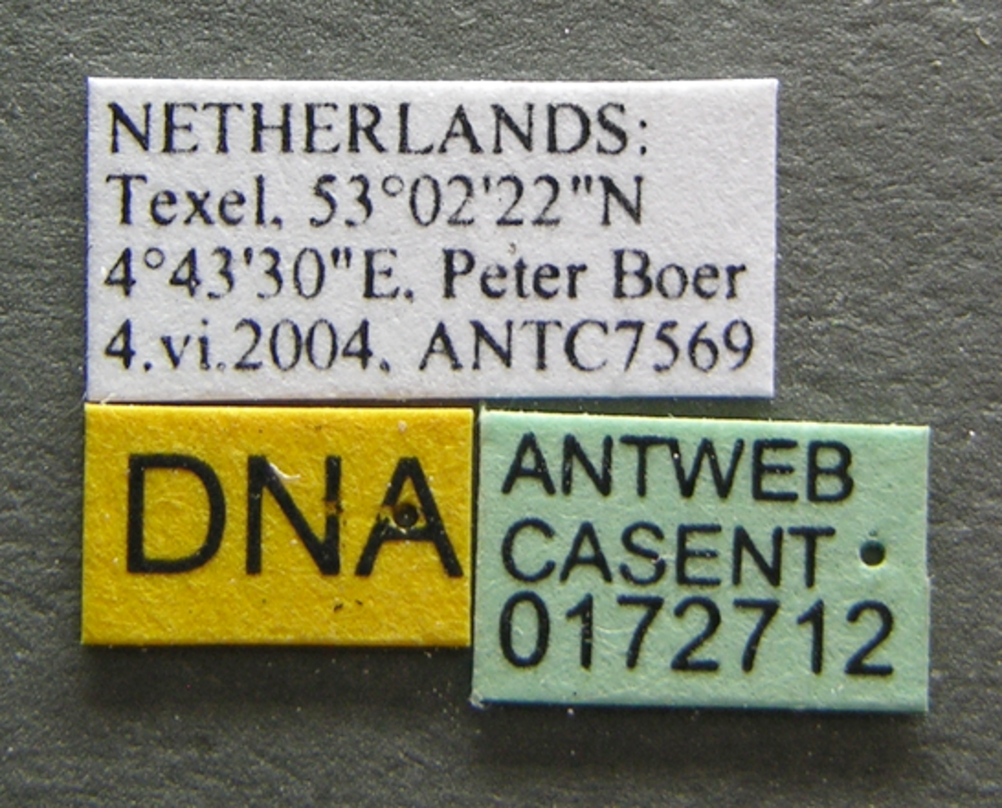
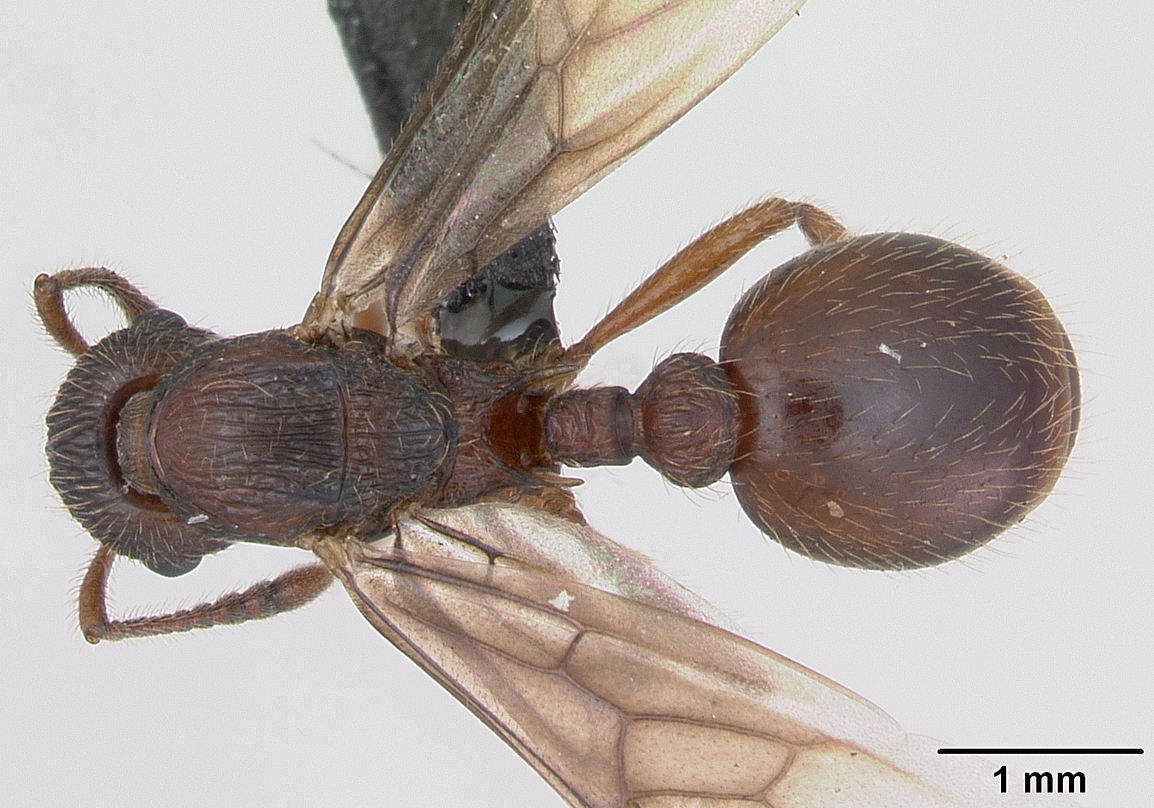
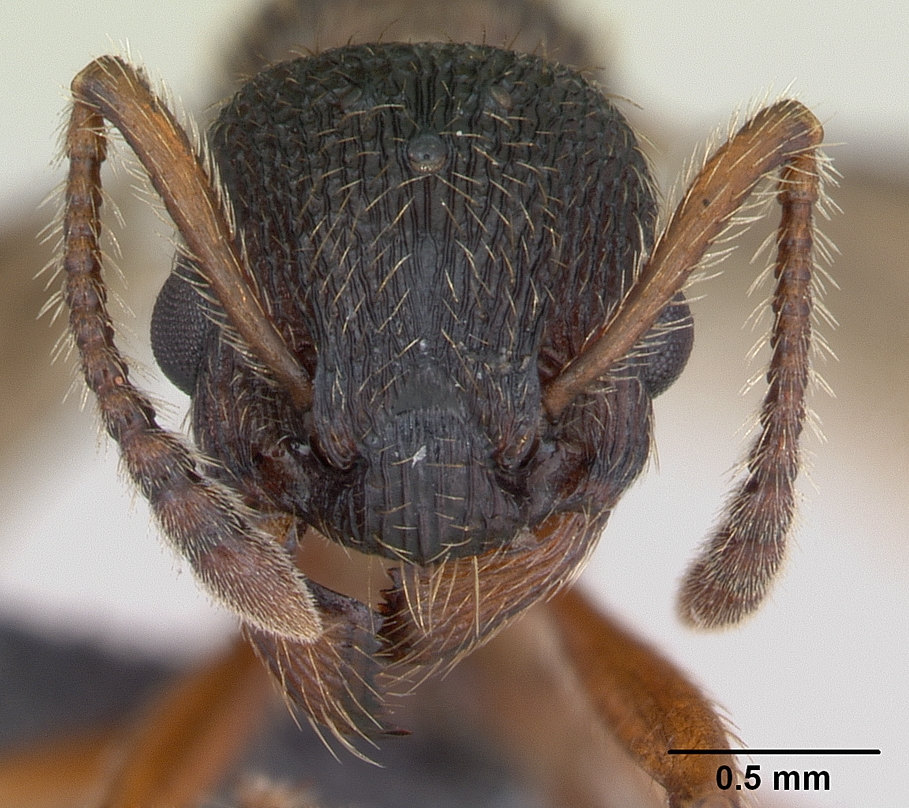
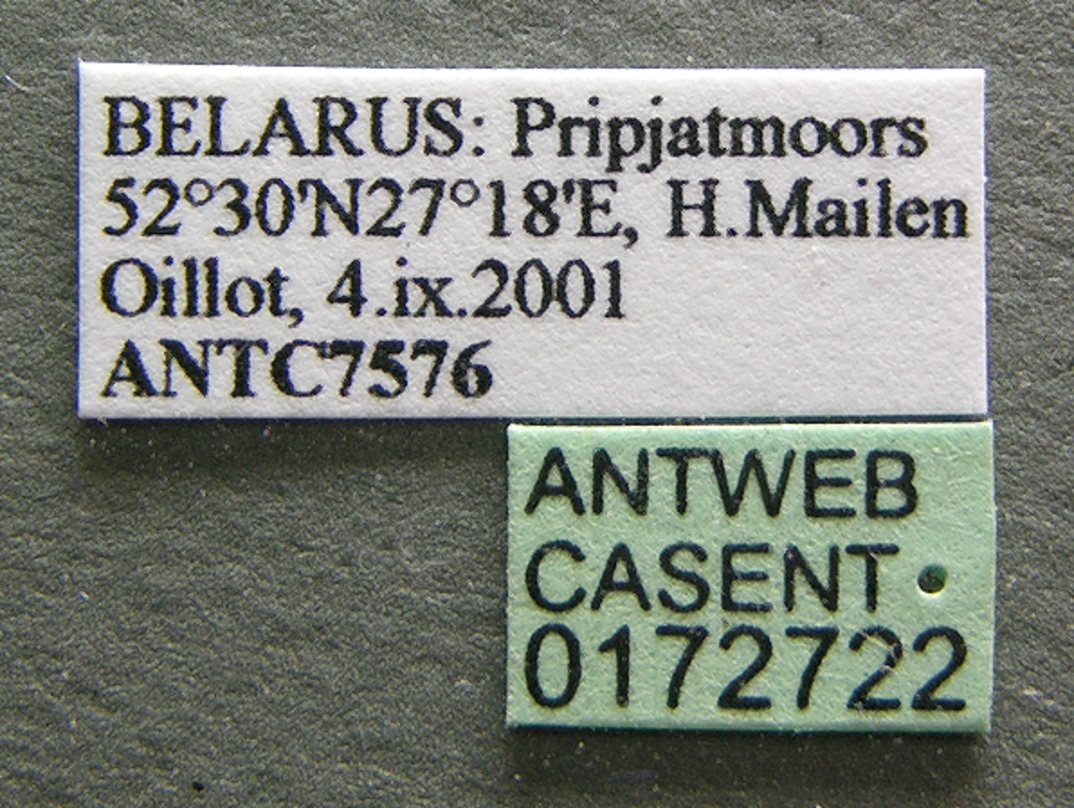